# Mike Sammes
Michael William Sammes (Reigate, 19 februari 1928 – aldaar, 19 mei 2001) was een Brits sessiemuzikant en zangarrangeur.

## Carrière
Sammes was de zoon van de vernieuwende fotograaf en filmmaker Rowland Sammes. Zijn interesse voor muziek begon met het leren spelen van de cello en hij speelde in het schoolorkest op de Reigate Grammar School. Daarna werkte hij kort voor de muziekuitgever Chappell & Co in Londen. Hij keerde terug in de muziek na zijn diensttijd bij de R.A.F. in de late jaren 1940, toen hij de zanggroep The Coronets oprichtte op aansporing van medemuzikant Bill Shepherd. The Coronets deden achtergrondwerk voor de Big Ben Banjo Band, namen op voor Columbia Records en brachten enkele covers uit van toen actuele hits.
Nadat Shepherd zich terugtrok, ging Sammes verder. In 1957 had hij de kern van de groep samengesteld die The Mike Sammes Singers moest vormen en werd deze spoedig constant tewerkgesteld voor zangers, soundtracks en radio-jingles. Ze werkten soms meer dan vier sessies per dag en tot zes dagen per week. Mike Sammes was Mr. Sowerberry op de soundtrack van de musical Oliver! (1960) van Lionel Bart en The Michael Sammes Singers traden ook op.
De groep verzorgde de titelthema's voor drie Gerry Anderson shows, zoals Supercar, Stingray en The Secret Service. De groep nam zeven albums op tussen 1962 en 1988. Bovendien zongen ze op talrijke albums voor Disneyland Records. Tussen de vele hitsingles met The Mike Sammes Singers bevinden zich No Other Love (Ronnie Hilton), A Handful of Songs (Tommy Steele), Why? en Strawberry Fair (Anthony Newley), Walkin' Back to Happiness (Helen Shapiro), The Last Waltz (Engelbert Humperdinck), Green Green Grass of Home en Delilah (Tom Jones) en Tears van Ken Dodd.
De zangers weken af van hun gebruikelijke stijl toen ze achtergrondzang verzorgden voor de Beatles-song I Am the Walrus, waarbij het vereist was om alle soorten sprongen en fonetische geluiden te produceren en diverse woordgroepen te zingen. Ze zongen ook bij Goodnight van The Beatles, evenals op hun laatste album Let It Be in opdracht van Phil Spector. Sammes leverde ook de karakteristieke bas-achtergrondzang bij Olivia Newton-Johns vroege country cross-over hits, waaronder Banks of the Ohio, Let Me Be There en If You Love Me (Let Me Know). Ondanks deze activiteiten hadden The Mike Sammes Singers slechts een enkele notering in The Guinness Book of British Hit Singles met Somewhere My Love (juli 1967). Sammes herschreef de song Marianne van Bill Owen om Cliff Richard te voorzien van een bescheiden hit in september 1968.
The Mike Sammes Singers bleven zeer actief tijdens de jaren 1970, ze maakten opnamen voor de tv (The Secret Service) en traden op in The Val Doonican Show in 1971. In het midden van de jaren 1970 echter werd de behoefte aan achtergrondzang aanzienlijk minder, mede door de introductie van multi-tracking en synthesizers. Bij The Last of the Summer Wine werkte de groep mee aan de song Summer Wine over de openingsvermelding van de kerst-episode Getting Sam Home (1983).

## Overlijden
Sammes overleed in mei 2001 op 73-jarige leeftijd, enkele maanden na een valpartij, waarvan hij nooit volledig was hersteld. Johnny Trunk van Trunk Records was in staat om een aantal tapes te herstellen uit Sammes huis (ondanks dat het werd leeggehaald door ontruiming) welke hij wilde samenstellen als Music for Biscuits, zo genoemd omdat het de jaren 1960/1970 wervende jingles kenmerkte voor TUC biscuits.
- Bibliothèque nationale de France: cb147757115 (data)
- Gemeinsame Normdatei: 136550835
- International Standard Name Identifier: 0000 0000 5839 9465
- Library of Congress Control Number: no2006042474
- MusicBrainz: e0db416f-531f-4405-b808-63eb00f010e8
- Nationale Bibliotheek van Israël: 987012427575205171
- Virtual International Authority File: 80876076
- WorldCat: E39PBJqvT7KVfpGR4MVwWfbPQq